# Проспект Эркиндик
Проспе́кт Эркинди́к (кирг. Эркиндик проспекти, также встречается устаревшее название Бульва́р Эркинди́к) — проспект в центре Бишкека — столицы Кыргызстана, одна из главных улиц города.

## География
Проспект проходит с юга на север по территории Первомайского района столицы. Начинается от улицы Туголбай Ата у здания железнодорожного вокзала Бишкек II и Привозкального сквера, затем пересекает улицы Чуйкова, Боконбаева, Чокморова, Московскую, Токтогула и Киевскую. После перекрёстка с главным в городе проспектом Чуй переходит в пешеходную зону, пересекая территорию парка имени Чингиза Айтматова. Проезжая часть бульвара (проспекта) продолжается к северу от парка после пересечения с улицей Абдумомунова, далее пересекает улицы Фрунзе, Жумабек и Баетова и заканчивается у проспекта Жибек-Жолу. Длина бульвара (включая пешеходный участок в парковой зоне) составляет около 2 километров 300 метров.

## История
Аллея из двух рядов серебристого тополя на месте современного бульвара Эркиндик была заложена А. М. Фетисовым в 1883 году. Первоначально улица называлась просто Бульваром, позднее — Бульварной. К началу 1904 году тополя были заменены на 2 ряда дубов, которые сохранились до наших дней. В 1924 году Бульварная улица была переименована в Комсомольскую, в 1933 — в улице Дзержинского. В 1960 году статус улицы был заменён статусом бульвара, однако название сохранилось. В 1979 году статус был изменён вновь, бульвар стал проспектом Дзержинского. После распада Советского Союза проспект Дзержинского был переименован в бульвар Эркиндик (кирг. эркиндик — «свобода») в честь обретённой Кыргызстаном независимости.

## Застройка
Проспект застроен зданиями разных эпох — представлены дома 1920-х годов сталинки, современные многоэтажные здания. И в советское, и в постсоветское время район проспекта Эркиндик считался одним из самых престижных в городе, поэтому во многих зданиях, расположенных вдоль бульвара, жили известные писатели, политические деятели и другие знаменитые кыргызстанцы. Так, во дворах за чётной стороной проспекта расположены мемориальные дома-музеи Исхака Раззакова и Аалы Токомбаева (здания музеев имеют нумерацию по перепендикулярной проспекту улице Чуйкова).
- дом 1А — вокзал железнодорожной станции Бишкек II
- дом 2 — Высшая аттестационная комиссия Кыргызской Республики
- дом 2/1 — Российский центр науки и культуры[4] (с 2021 года — «Русский дом»[5], представительство Россотрудничества в Кыргызстане)
- дом 20 — школа-гимназия № 6 имени И. В. Панфилова
- дом 21 — здание бизнес-центр «Орион». В данном здании находятся посольства Великобритании, Германии и Швейцарии, представительство Евросоюза, а также ряд иностранных консульств.
- дом 36 — Дипломатическая академия МИД КР имени К. Дикамбаева
- дом 39 — Конституционная палата Верховного суда Кыргызской Республики
- дом 53 — кинотеатр «Ала-Тоо»
- дом 57 — Министерство иностранных дел Киргизской Республики
- дом 58 — Министерство финансов Кыргызской Республики
- дом 59 — здание коммерческого банка «Кыргызстан» (архитектор — Андрей Зенков)